# Chromacilla emini
Chromacilla emini är en skalbaggsart som först beskrevs av Hermann Julius Kolbe 1894.  Chromacilla emini ingår i släktet Chromacilla och familjen långhorningar. Inga underarter finns listade i Catalogue of Life.